# Svartvit örn
Svartvit örn (Spizaetus melanoleucus) är en amerikansk fågel i familjen hökar med vid utbredning från Mexiko till Argentina. Arten minskar i antal men beståndet anses ändå vara livskraftigt.

## Utseende och läten

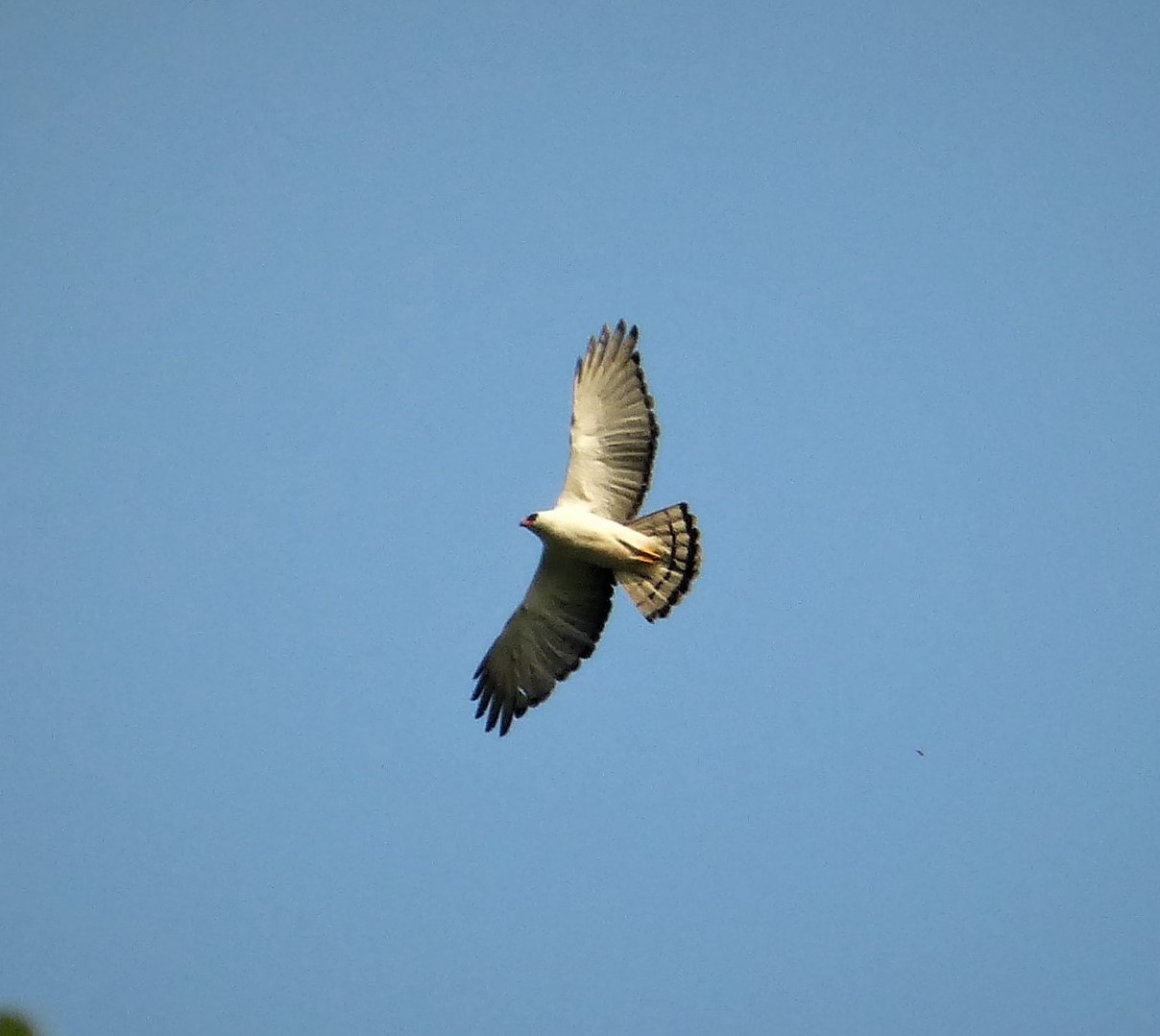

Svartvit örn är en rätt liten (51–61 cm) och satt örn med långa rundade vingar, en ganska lång stjärt, en spretig huvudtofs och befjädrade ben. Den är vit på undersidan och även på huvudet, bortsett en svart ögonmask och hätta. Ovansidan är svart med brunare vingar och gråaktig stjärt med tre till fyra svart band. I flykten är den nästan helvit undertill med svartspetsade handpennor, fint bandade armpennor och bandad stjärt. Det gälla lätet hörs relativt sällan jämfört med andra Spizaetus-örnar.

## Utbredning och systematik
Fågeln återfinns i skogar från södra Mexiko till Brasilien och norra Argentina. Tidigare placerades den som ensam art i släktet Spizastur, men förs numera till Spizaetus efter DNA-studier.

## Levnadssätt
Svartvit örn hittas i olika typer av skogsmiljöer som regnskog, gläntor och skogsbryn upp till 1700 meters höjd, tillfälligt till 3000 meter. Bland bytena har både däggdjur, reptiler, paddor och ett antal fågelarter noterats. Det första beskrivna boet funnet i Panama 1972 var 40 meter ovan mark i trädkronan på en Cavanillesia platanifolia.

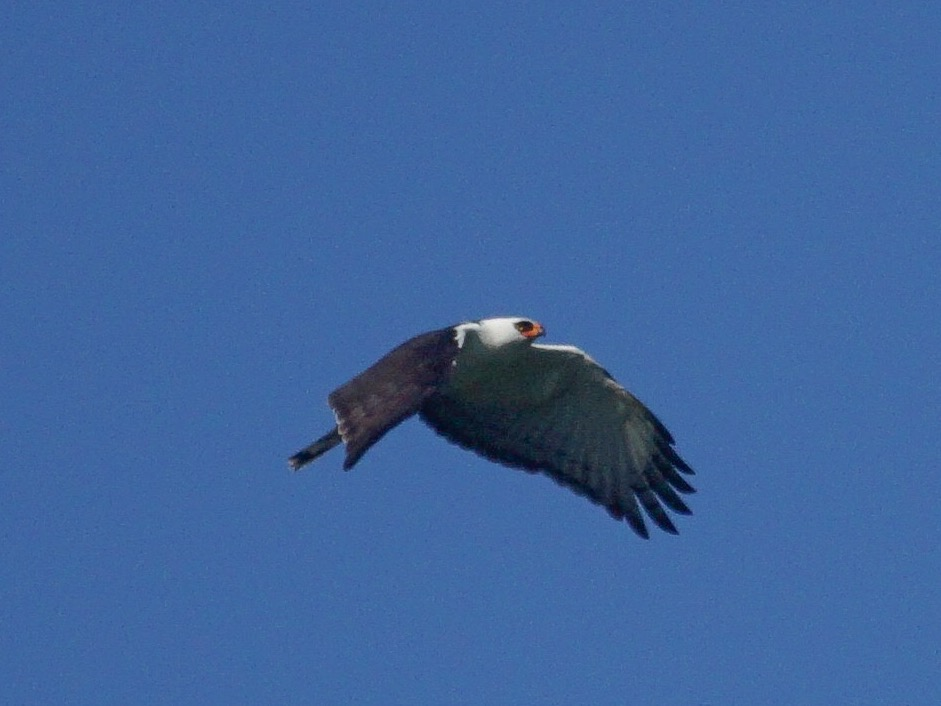

## Status och hot
Arten har ett stort utbredningsområde och en stor population, men tros minska i antal, dock inte tillräckligt kraftigt för att den ska betraktas som hotad. IUCN kategoriserar därför arten som livskraftig (LC). Världspopulationen uppskattas till mindre än 50 000 individer.

## Namn
Svartvita örnen beskrevs vetenskapligt av (Louis Jean Pierre Vieillot 1816. Dess vetenskapliga artnamn melanoleucus betyder just "svartvit". Den har på svenska tidigare kallats svartvit hökörn, men de tidigare hökörnarna i Spizaetus och Nisaetus blev tilldelade nya trivialnamn av BirdLife Sverige för att särskilja dem från de ej närbesläktade arterna hökörn (Aquila fasciata) och afrikansk hökörn (A. spilogaster).